# Batalla de Mutina (194 a. C.)
La batalla de Placentia fue un enfrentamiento militar librado en 194 a. C. entre la República romana y la tribu celta de los boyos, acabando con una victoria de la primera. 

## Antecedentes
Después de la victoria en Clastidio en 222 a. C., los romanos fundaron las colonias de Placentia (Plasencia) y Cremona. Sin embargo, cuatro años después los celtas se alzaron en armas con la llega de Aníbal Barca y se mantuvieron independientes durante la segunda guerra púnica. Con la derrota de Cartago en 202 a. C., los romanos se decidieron a reconquistar el norte italiano, consiguiendo la victoria de Cremona en 200 a. C..

### Campaña de 196 a.C.
En 196 a. C., el cónsul Marco Claudio Marcelo marchó contra los boyos. En una jornada, después de construir carreteras y un campamento (castra) sobre una colina todo el día, sus legionarios estaban agotados. Estos fue aprovechado por el jefe boyo Corolamo, quien le atacó con muchos guerreros y dio muerte a 3.000 soldados. Fueron asesinados los jefes de los socii itálicos, Tito Sempronio Graco y Marco Junio Silano, y los tribunos militares de la II legión, Marco Ogulnio y Publio Claudio. Sin embargo, el campamento estaba bien fortificado y resistió el asalto de los eufóricos celtas. Marcelo pasó varios días ahí, tratando a los heridos y recuperando la moral de sus soldados, mientras los impacientes boyos se dispersaron gradualmente por sus ciudades y fuertes.
Después de la derrota, el cónsul cruzó el río Po y atacó Comum, donde acampaban los ínsubrios. Sabedores de la victoria boya, los celtas atacaron a las legiones en marcha y en su vigorosa primera carga hicieron retroceder a la línea romana. Marcelo se dio cuenta, y para evitar la ruptura de su formación hizo atacar a una cohorte de los marsos y a toda la caballería latina. Con dos cargas consiguieron detener a los ínsubrios, permitiendo a toda la línea romana resistir y luego contraatacar. Los galos dieron media vuelta y huyeron. Valerio Antias dice que más de 40.000 celtas murieron en la batalla y se capturaron 87 estandartes, 632 carros y muchos collares de oro, incluyendo uno muy grande que Claudio envió al templo del Capitolio como regalo a Júpiter. También se hicieron con el campamento galo, que fue saqueado, y pocos días después tomaban Comum. Con esto, 28 fuertes pasaron a poder romano. No está claro si el cónsul marchó primero contra los boyos o contra los ínsubrios, lo seguro es que los boyos le vencieron.
Entre tanto, su colega Lucio Furio Purpúreo invadió la tierra de los boyos, pero cuando se acercaba a la fortaleza de Mutilum temió ser emboscado por boyos e ínsubrios, ordenando a su ejército dar media vuelta y retirarse a campo a abierto para unirse a su Marcelo. Con ambas fuerzas unidas, avanzaron sobre Felsina saqueando todo a su paso. Así, todos las fortalezas y ciudades de los boyos se rindieron, por lo que los cónsules marcharon contra los ligures. Pero en realidad, los boyos sólo esperaban la oportunidad para caer repentinamente sobre la columna romana mientras marchaba y bajaba la guardia creyéndose segura. Así se movieron por caminos secretos y cruzaron el Po en botes cuando las legiones retornaban cargadas del botín tomado a los ligures laevi y libui. Fue entonces que los atacaron. Los legionarios lucharon ferozmente ante el repentino ataque, deseosos de masacrar a los celtas, sin tomar ningún prisionero. La victoria fue celebrada en Roma.

### Campaña del 195 a.C.
Durante el verano de 195 a. C., el cónsul Lucio Valerio Flaco venció en batalla campal a un ejército de boyos cerca de la Selva Litana. Murieron 8.000 celtas y el resto se dispersó por los campos. Luego se mantuvo durante el resto de esa estación entre Placentia y Cremona, reconstruyendo las ciudades. Flaco fue nombrado procónsul al año siguiente, venciendo en batalla campal a ínsubrios y boyos mandados por Dorulato, cerca de Mediolanium (Milán) y que habían cruzado el Po para alzar a los locales. Dio muerte a 10 000 celtas.

## Batalla
El nuevo cónsul, Tiberio Sempronio Longo, fue a enfrentar a los boyos en su territorio, pues se habían alzado en armas encabezados por Boiorix y sus dos hermanos. Los celtas colocaron su campamento en terreno abierto, en la ruta que debían seguir las legiones. El cónsul se dio cuenta de la fuerza de los galos y mandó un mensaje a su colega, Publio Cornelio Escipión Africano, que se mantendría a la defensiva hasta que llegara. Esto animó a los celtas a actuar antes de que ambos cónsules unieran fuerzas. Durante dos días formaron en línea de batalla esperando que los romanos aceptaran el desafío, pero al tercero atacaron el campamento desde todos los lados.
Longo hizo que sus soldados aparentaran estar en los muros a la defensiva, pero en realidad ordenó a sus dos legiones concentrarse en las dos puertas principales para salir, pero cuando se abrieron se encontraron con los galos, dándose una feroz batalla en un espacio muy reducido. No importaban tanto las manos y espadas como los escudos para empujar; los boyos intentaban impedir a los legionarios salir y deseaban entrar, en cambio, los romanos querían salir para dar batalla campal. Esto continuó hasta que el centurión Quinto Victorio y el tribuno militar Cayo Atinio de la IV y II legiones respectivamente, lanzaron los estandartes hacia los celtas, haciendo que los romanos se envalentonaran para recuperarlos y se abrieran paso, empezando por los de la II.
En cambio, la IV legión seguía atrapada en la puerta pero escuchaban el alboroto del otro lado del campamento. Finalmente, los celtas entraron y tras tenaz resistencia murieron el cuestor Lucio Postumio Tímpano y los comandantes aliados Marco Atinio y Publio Sempronio con 200 soldados. Longo envió a una cohorte extraordinaria que logró matar a los boyos que habían entrado y expulsar al resto. Luego, la IV legión con 2 cohortes extraordinarias salió del campamento. Hasta el mediodía los combates siguieron sin vencedor claro.
Finalmente, el calor y la sed, a los que no estaban acostumbrados los galos, les hicieron retroceder y los masacraron. El cónsul hizo tocar un llamado a sus soldados para reorganizarse y la mayoría de los celtas aprovechó para huir, pero algunos intentaron cargar contra los muros nuevamente para intentar vencer. Así, la mayoría de los galos abandonó su campamento para salvarse, pero los romanos acabaron por retroceder en desorden al propio.

## Consecuencias
Murieron 5.000 romanos y 11.000 boyos. El cónsul avanzó a Placentia mientras sus enemigos se retiraron a sus tierras. Poco después se le unió su colega, y juntos saquearon el territorio de los boyos y ligures a excepción de marismas y bosques, y sin encontrar gran resistencia.

### Antigua
- Tito Livio. Historia de Roma. Libros XXXIII y XXXIV. Digitalizado por Perseus. Basado en traducción latín-inglés de William Heinemann, Cambridge: Harvard University Press, 1935.

### Modernas
- Haeussler, Ralph (2013). Becoming Roman?: Diverging Identities and Experiences in Ancient Northwest Italy. Left Coast Press. ISBN 9781611321883.

- Datos: Q3502194